# اویدیوس کاسیوس
اویدیوس کاسیوس (انگلیسی: Avidius Cassius؛ c. ۱۳۰ AD – ژوئیه ۱۷۵ AD) یک سردار اهل روم باستان بود.

## سالشمار
- ۱۶۳ میلادی: شکست قوای اشکانی از اویدیوس کاسیوس سردار رومی.[۲]